# Blue Ridge Parkway
 (novembre 2023).
Si vous disposez d'ouvrages ou d'articles de référence ou si vous connaissez des sites web de qualité traitant du thème abordé ici, merci de compléter l'article en donnant les références utiles à sa vérifiabilité et en les liant à la section « Notes et références ».
La Blue Ridge Parkway est une route de catégorie National Scenic Byway aux États-Unis, connue pour ses paysages pittoresques. Elle traverse les États de Virginie et de Caroline du Nord.
Sur ses 755 km, elle traverse les Blue Ridge Mountains. Son extrémité sud marque la frontière entre le Parc national des Great Smoky Mountains et la réserve indienne Cherokee (en), en Caroline du Nord. Au nord, elle se termine au Parc national de Shenandoah, donnant accès au Skyline Drive, la route traversant le parc.
Le long de la route se trouve de nombreuses attractions couvertes par plusieurs offices de tourisme. Parmi les musées opérés par le National Park Service, le Blue Ridge Music Center se consacre à la musique et le Museum of North Carolina Minerals à la minéralogie. Parmi les édifices typiques de la vie rurale que l'on rencontre également le long de l'axe, on compte par exemple le Mabry Mill, un moulin à eau, ou encore la Groundhog Mountain Tower, une tour de guet contre les incendies.

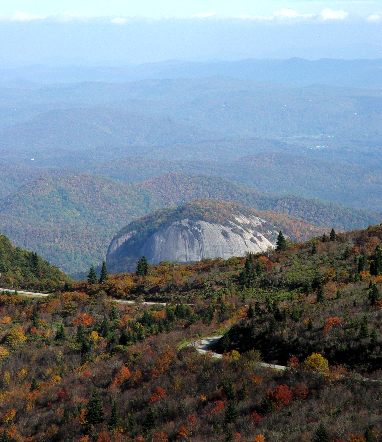
La Blue Ridge Parkway en automne, près du Looking Glass Rock.
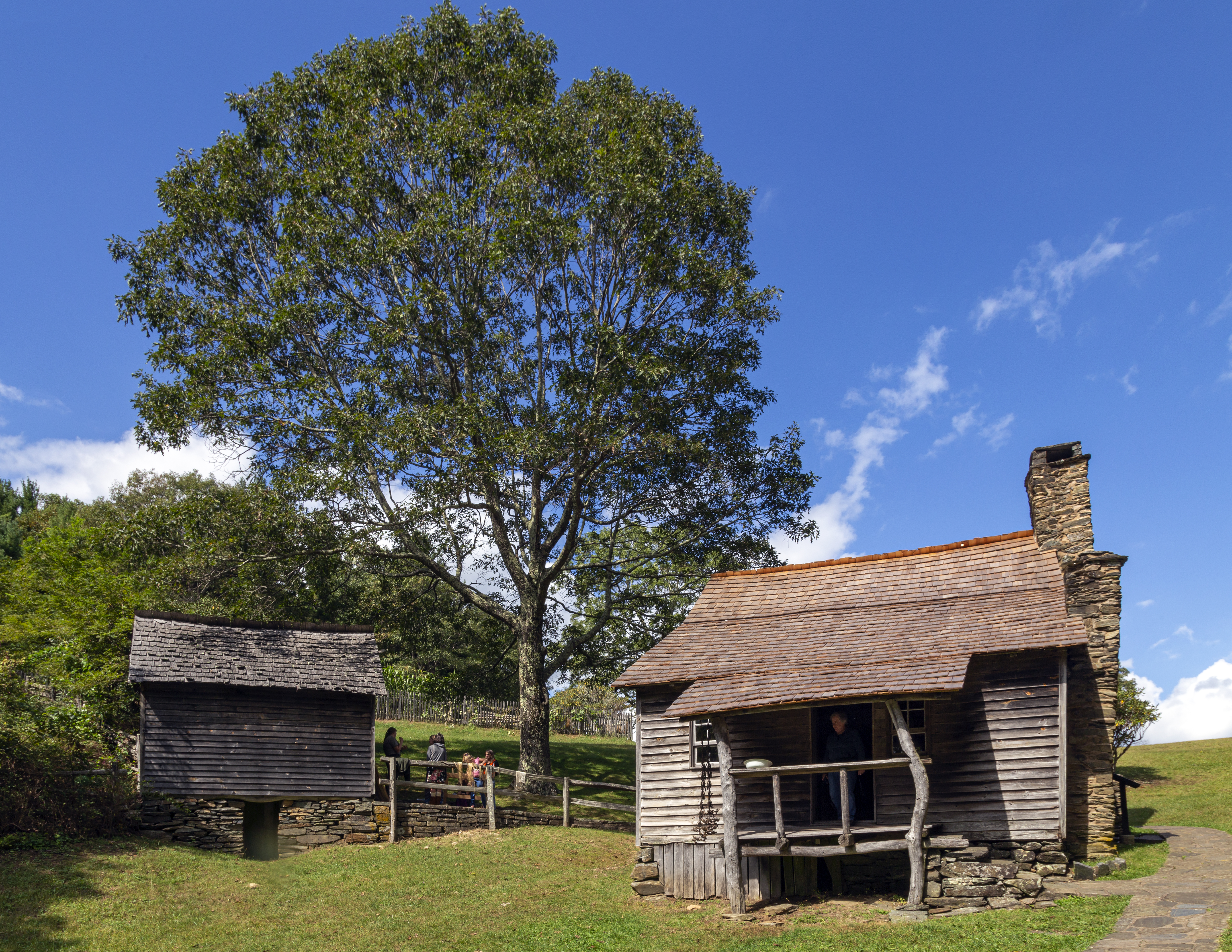
La Brinegar Cabin, cabane protégée au sein de la Blue Ridge Parkway.